# ورزشگاه الطلبه
ورزشگاه الطلبه (به عربی: ملعب الطلبة) ورزشگاهی چندکاربردی در بغداد می‌باشد. امروزه از آن بیشتر برای برپایی مسابقه‌های فوتبال و به عنوان ورزشگاه خانگی باشگاه ورزشی الطلبه عراق استفاده می‌شود. این ورزشگاه گنجایش ۱۰۰۰۰ نفر تماشاچی را دارد.